# オホーツク石
オホーツク石（オホーツクせき、 Okhotskite）は、1987年に発表された日本産新鉱物で、北海道大学の鉱床学者戸苅賢二と赤坂正秀により、北海道の国力鉱山で発見された。産出地に近いオホーツク海の名称から命名された。
化学組成はCa2Mn2+Mn3+2(Si2O7)(SiO4)(OH)2・H2Oで、単斜晶系。硬度6、比重3.40。パンペリー石のグループに属する。色は赤褐色で、多色性が強いため偏光顕微鏡下では色が大きく変化する。
発見者の戸苅は、オホーツク石発見の功績により櫻井賞（第30号メダル）を受賞した。